# くりぷ豚
『くりぷ豚』（くりぷトン 英題：Crypt-Oink）は、グッドラックスリーにより開発・配信されていたスマートフォン向けゲームアプリ。2018年6月18日サービス開始。日本では初めてのブロックチェーン技術を用いたゲームとされる。
2019年9月13日にメジャーアップデートを実施し、『くりぷ豚 レーシングフレンズ』へとリニューアルされた。現在はサービス終了済。
2020年8月17日、上原ファーム（宮崎県都城市）との協業により、ブランド豚肉「くりぷ豚」の販売が開始された。

## 概要
本ゲームは、豚のキャラクター・くりぷトンを集めるゲームである。ユーザーはくりぷトンを購入し、ユーザー同士でくりぷトンを交配させたり、交配の結果誕生したくりぷトンを売り買いしたりすることができる。
本ゲームはイーサリアムのブロックチェーンを使用しており、くりぷトンの売買には仮想通貨「イーサリアム」が用いられる。そのため、ユーザーはゲームを始める前に仮想通貨「イーサリアム」を用意しておくことが求められる。